# Otwarte mistrzostwa świata teamów open w brydżu sportowym – Rosenblum Cup
Rosenblum Cup – otwarte mistrzostwa świata w brydżu sportowym teamów rozgrywane co cztery lata (na przemian z olimpiadami brydżowymi). Zawody te zostały włączone do mistrzostw świata (Nowy Orlean 1978) dla uczczenia Juliusa Rosenbluma, prezesa Światowej Federacji Brydża (WBF) do roku 1976. 
Analogiczne zawody (rozgrywane od roku 1994) to:
- teamy kobiet: McConnell Cup;
- teamy seniorów: Rand Cup;
- teamy mikstowe;
- pary open.

## Podsumowanie medalowe
Poniższa tabela pokazuje zawodnicy z jakich krajów zdobyli medale. Jeśli w drużynie, która zdobyła medal, występowali zawodnicy z kilku krajów to każdemu z tych krajów jest on przyznany. Najechanie myszką nad liczbę medali pokazuje numery zawodów na których te medale zostały zdobyte. Dane można sortować według krajów lub liczby medali.
| Podsumowanie medalowe (Stan na 25 października 2014) | Podsumowanie medalowe (Stan na 25 października 2014) | Podsumowanie medalowe (Stan na 25 października 2014) | Podsumowanie medalowe (Stan na 25 października 2014) | Podsumowanie medalowe (Stan na 25 października 2014) |
| F                                                    | Kraj                                                 | Złotych                                              | Srebrnych                                            | Brązowych                                            |
| ---------------------------------------------------- | ---------------------------------------------------- | ---------------------------------------------------- | ---------------------------------------------------- | ---------------------------------------------------- |
| Brazylia                                             | Brazylia                                             | _00_02_00_Brazylia                                   | 2                                                    |                                                      |
| Francja                                              | Francja                                              | 1                                                    |                                                      | 2                                                    |
| Hiszpania                                            | Hiszpania                                            | _00_00_01_Hiszpania                                  |                                                      | 1                                                    |
| Holandia                                             | Holandia                                             | _00_00_01_Holandia                                   |                                                      | 1                                                    |
| Indie                                                | Indie                                                | _00_01_00_Indie                                      | 1                                                    |                                                      |
| Izrael                                               | Izrael                                               | _00_00_02_Izrael                                     |                                                      | 2                                                    |
| Kanada                                               | Kanada                                               | _00_00_02_Kanada                                     |                                                      | 2                                                    |
| Monako                                               | Monako                                               | _00_01_00_Monako                                     | 1                                                    |                                                      |
| Niemcy                                               | Niemcy                                               | 1                                                    |                                                      | 1                                                    |
| Norwegia                                             | Norwegia                                             | 1                                                    |                                                      | 1                                                    |
| Pakistan                                             | Pakistan                                             | _00_01_00_Pakistan                                   | 1                                                    |                                                      |
| Polska                                               | Polska                                               | 2                                                    | 1                                                    | 1                                                    |
| Szwecja                                              | Szwecja                                              | _00_01_04_Szwecja                                    | 1                                                    | 4                                                    |
| Turcja                                               | Turcja                                               | _00_00_00_Turcja                                     |                                                      | 1                                                    |
| Stany Zjednoczone                                    | USA                                                  | 4                                                    | 4                                                    | 4                                                    |
| Włochy                                               | Włochy                                               | 2                                                    |                                                      | 2                                                    |
| Razem                                                | Razem                                                | 11                                                   | 11                                                   | 22                                                   |

## Miejsca medalowe
| Otwarte Mistrzostwa Świata Teamów Open w brydżu sportowym | Otwarte Mistrzostwa Świata Teamów Open w brydżu sportowym             | Otwarte Mistrzostwa Świata Teamów Open w brydżu sportowym                                                                         |
| Lp                                                        | Miejsce                                                               | Drużyna |
| --------------------------------------------------------- | --------------------------------------------------------------------- | --- |
| 10:                                                       | 2014, 10 do 25 października, Sanya, (Chiny), 123 zespoły              | 2014, 10 do 25 października, Sanya, (Chiny), 123 zespoły                                                                          |
| 10:                                                       | 1                                                                     | Mazurkiewicz Piotr Gawryś, Stanisław Gołębiowski, Krzysztof Jassem, Michał Klukowski, Marcin Mazurkiewicz, Włodzimierz Starkowski |
| 10:                                                       | 2                                                                     | Monako Fulvio Fantoni, Geir Helgemo, Tor Helness, Franck Multon, Claudio Nunes, Pierre Zimmermann                                 |
| 10:                                                       | 3                                                                     | Diamond Sjoert Brink, John Diamond, Bas Drijver, Eric Greco, Geoff Hampson, Brian Platnick                                        |
| 10:                                                       | 3                                                                     | Ventin Sabine Auken, Johan Upmark, Juan Carlos Ventin Camprubi, Roy Welland, Frederic Wrang                                       |
| 9:                                                        | 2010, 1 do 16 października, Filadelfia, (USA), 144 zespoły            | 2010, 1 do 16 października, Filadelfia, (USA), 144 zespoły                                                                        |
| 9:                                                        | 1                                                                     | DIAMOND Fred Gitelman, Eric Greco, Geoff Hampson, Brad Moss, Brian Platnick, John Diamond                                         |
| 9:                                                        | 2                                                                     | NICKELL Bob Hamman, Ralph Katz, Zia Mahmood, Jeff Meckstroth, Nick Nickell, Eric Rodwell                                          |
| 9:                                                        | 3                                                                     | ZIMMERMANN Fulvio Fantoni, Geir Helgemo, Tor Helness, Franck Multon, Claudio Nunes, Pierre Zimmermann                             |
| 8:                                                        | 2006, 9 do 24 czerwca, Werona, (Włochy), 173 zespoły                  | 2006, 9 do 24 czerwca, Werona, (Włochy), 173 zespoły                                                                              |
| 8:                                                        | 1                                                                     | MELTZER Roger Bates, Geir Helgemo, Tor Helness, Kyle Larsen, Rose Meltzer, Alan Sontag                                            |
| 8:                                                        | 2                                                                     | HENNER Henner Peter Bertheau, Peter Fredin, Christal Henner-Welland, Marc Jacobus, Magnus Lindkvist, Fredrik Nyström              |
| 8:                                                        | 3                                                                     | YADLIN Eldad Ginnosar, Awi Kalisz, Melih Özdil, Leonid Podgur, Doron Jadlin, Jisra’el Jadlin                                      |
| 7:                                                        | 2002, 16 do 31 sierpnia, Montreal, (Kanada), 160 zespołów             | 2002, 16 do 31 sierpnia, Montreal, (Kanada), 160 zespołów                                                                         |
| 7:                                                        | 1                                                                     | LAVAZZA Norberto Bocchi, Giorgio Duboin, Lorenzo Lauria, Alfredo Versace, (Guido Ferraro)                                         |
| 7:                                                        | 2                                                                     | MUNAWAR Taufik Gautama Asbi, Franky Steven Karwur, Henky Lasut, Eddy Manoppo, Denny Jacob Sacul, Robert Parasian Tobing           |
| 7:                                                        | 3                                                                     | BURGAY Cezary Balicki, Leandro Burgay, Michał Kwiecień, Carlo Mariani, Jacek Pszczoła, Adam Żmudziński                            |
| 6:                                                        | 1998, 21 sierpnia do 4 września, Lille, (Francja), 233 zespoły        | 1998, 21 sierpnia do 4 września, Lille, (Francja), 233 zespoły                                                                    |
| 6:                                                        | 1                                                                     | ANGELINI Andrea Buratti, Massimo Lanzarotti, Lorenzo Lauria, Antonio Sementa, Alfredo Versace, (Francesco Angelini)               |
| 6:                                                        | 2                                                                     | CHAGAS Marcelo Castello Branco, João Paulo Campos, Gabriel Chagas, Miguel Villas Boas                                             |
| 6:                                                        | 3                                                                     | LINDKVIST Björn Fallenius, Peter Fredin, Magnus Lindkvist, Mats Nilsland                                                          |
| 6:                                                        | 3                                                                     | BRAMLEY Bart Bramley, Drew Casen, Steve Garner, Sidney Lazard, Bill Pollack, Howard Weinstein                                     |
| 5:                                                        | 1994, 17 września do 1 października, Albuquerque, (USA), 119 zespołów | 1994, 17 września do 1 października, Albuquerque, (USA), 119 zespołów                                                             |
| 5:                                                        | 1                                                                     | DEUTSCH Roger Bates, Seymon Deutsch, Gaylor Kasle, Chip Martel, Michael Rosenberg, Lew Stansby                                    |
| 5:                                                        | 2                                                                     | OTVOSI Cezary Balicki, Piotr Gawryś, Krzysztof Lasocki, Adam Żmudziński, (Marek Borewicz, Ervin Otvosi)                           |
| 5:                                                        | 3                                                                     | LEVIT Dani Kohen, Awi Kalisz, Jeszajahu Lewit, Leonid Podgur                                                                      |
| 5:                                                        | 3                                                                     | AUBY Daniel Auby, Tomas Brenning, Tommy Gullberg, Mårten Gustawsson                                                               |
| 4:                                                        | 1990, 31 sierpnia do 15 września, Genewa, (Szwajcaria), 179 zespołów  | 1990, 31 sierpnia do 15 września, Genewa, (Szwajcaria), 179 zespołów                                                              |
| 4:                                                        | 1                                                                     | LUDEWIG Jochen Bitschene, Bernard Ludewig, Georg Nippgen, Roland Rohowsky                                                         |
| 4:                                                        | 2                                                                     | MOSS Drew Casen, Charles Coon, Mike Moss, Michael Seamon                                                                          |
| 4:                                                        | 3                                                                     | STEIN Boris Baran, Arno Hobart, Martin Kirr, Eric Kokish, George Mittelman, Mark Molson                                           |
| 4:                                                        | 3                                                                     | RAPEE Russ Ekeblad, Dan Morse, George Rapee, John Solodar, Ron Sukoneck, John Sutherlin                                           |
| 3:                                                        | 1986, 13 do 27 września, Miami Beach, (USA), 171 zespołów             | 1986, 13 do 27 września, Miami Beach, (USA), 171 zespołów                                                                         |
| 3:                                                        | 1                                                                     | ROBINSON Peter Boyd, Robert Lipsitz, Ed Manfield, Steve Robinson, Neil Silverman, Kit Woolsey                                     |
| 3:                                                        | 2                                                                     | MAHMOOD Nishat Abedi, Nisar Ahmad, Jane Alam Fazli, Zia Mahmood                                                                   |
| 3:                                                        | 3                                                                     | FALLENIUS Björn Fallenius, Magnus Lindkvist, Mats Nilsland, Anders Wirgren                                                        |
| 2:                                                        | 1982, 1 do 16 października, Biarritz, (Francja), 129 zespołów         | 1982, 1 do 16 października, Biarritz, (Francja), 129 zespołów                                                                     |
| 2:                                                        | 1                                                                     | SCHEMEIL Albert Faigenbaum, Michel Lebel, Dominique Pilon, Philippe Soulet                                                        |
| 2:                                                        | 2                                                                     | MARTEL Ed Manfield, Chip Martel, Peter Pender, Hugh Ross, Lew Stansby, Kit Woolsey                                                |
| 2:                                                        | 3                                                                     | ANDREWS Allan Graves, Sami Kehela, Eric Kokish, George Mittelman, Eric Murray, Peter Nagy                                         |
| 1:                                                        | 1978, 17 do 30 czerwca, Nowy Orlean, (USA), 64 zespołów               | 1978, 17 do 30 czerwca, Nowy Orlean, (USA), 64 zespołów                                                                           |
| 1:                                                        | 1                                                                     | FRENKIEL Marian Frenkiel, Andrzej Macieszczak, Janusz Połeć, Andrzej Wilkosz, (Leonard Michniewski)                               |
| 1:                                                        | 2                                                                     | CHAGAS Pedro Paulo Assumpção, Sérgio Barbosa, Marcelo Castello Branco, Gabriel Chagas, Gabino Cintra, Roberto Taunay              |
| 1:                                                        | 3                                                                     | HAMMAN Bob Hamman, Dan Morse, Cliff Russell, Curtis Smith, Eddie Wold, Bobby Wolff                                                |
| 1:                                                        | 3                                                                     | CHEMLA Paul Chemla, Michel Lebel, Christian Mari, Michel Perron                                                                   |